# Молящийся мальчик
Так называемый «Молящийся мальчик» (нем. Der betende Knabe; также «Берлинский адорант» (или просто «Молящийся»,  «Адорант»), «Солнцепоклонник») — древнегреческая бронзовая статуя обнажённого юноши с поднятыми руками, датируемая примерно 300 годом до н. э. Она была создана неизвестным скульптором школы Лисиппа, при этом в ней отмечается влияние Поликлета и Праксителя. Статую обнаружили в конце XV или начале XVI века на острове Родос. Вывезенная в Венецию, она сразу обрела большую известность. Пройдя через многие европейские коллекции, в 1747 году скульптура была приобретена королём Пруссии Фридрихом Великим, который трактовал её в гоморомантическом смысле как изображение Антиноя. В XIX веке благодаря жесту рук, ранее творчески восстановленных реставраторами, статуя стала идентифицироваться как «молящийся мальчик». С 1830 года скульптура хранится в берлинском Старом музее и считается его символом. До этого момента практически неизвестная широкой публике, статуя оказала определённое влияние на культуру начала XX века.

## Описание

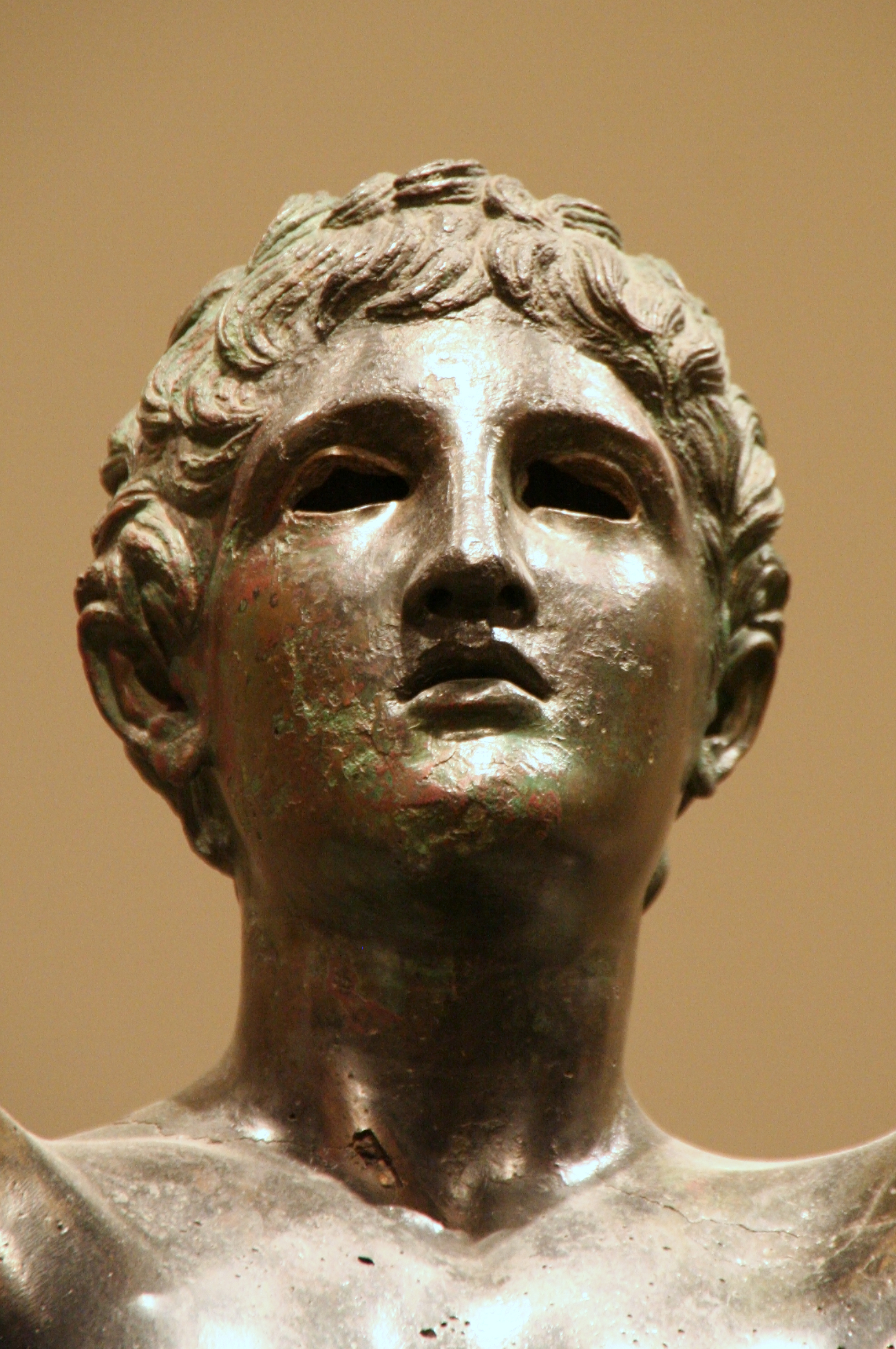

Скульптура была создана примерно в 300 году до н. э.. В ней заметно влияние школ Поликлета, Праксителя и Лисиппа. Бронзовая статуя изображает полностью обнажённого стройного юношу-эфеба с почти симметрично воздетыми к небу руками. Её высота составляет 128 сантиметров, что, вероятно, чуть меньше чем натуральная величина.
Юноша стоит в поликлетической позе, опираясь на левую ногу. Правая нога согнута в колене и свободно несколько отставлена назад и слегка в сторону, опираясь на носок. Ось таза расположена слегка по диагонали, идущей слева направо вниз так, что левая ягодица несколько ниже правой. Верхняя часть живота впала, а нижняя шаровидно выступает. Мышцы живота над опорной ногой втянуты несколько более. Мышцы спины также асимметричны: группа разгибателей слева более рельефна. Это напряжение распространяется на пояс верхних конечностей: левый плечевой сустав чуть выше правого.
Голова несколько запрокинута и повёрнута вправо. Лицо треугольной формы, сужается к подбородку. Рот маленький, слегка приоткрыт. Нос длинный. Глаза глубоко посажены, взгляд пустых глазниц, в которых раньше были инкрустированы драгоценные камни, направлен вверх. Лицо заметно асимметрично. Левый глаз более «поликлетичен», правый больше лисипповский. Создаётся впечатление, что напряжение левой стороны тела передаётся и мышцам лица. Причёска имеет тип «поликлетического паука». Волосы на голове короткостриженые, кудрявые, пряди сильно развиты и лежат в разных плоскостях, их завитки ассиметричны, дизайн равномерен.
Плечи подняты выше плечевого пояса вбок и вперёд, локти немного согнуты, расслабленные кисти максимально разогнуты. Ладони смотрят внутрь и вверх. Левая рука чуть выше правой. Исследователи отмечают, что при реставрации XVII века при добавлении утраченных рук плечевой пояс скульптуры был несколько подрезан, что значимо изменило её облик. Статуя характеризуется замкнутой устремлённой вверх композицией, выразительной пластикой, мягкими формами и изящными линиями. Образ юноши отличается почти экстатической одухотворённостью. Наибольший эффект скульптура производит при её рассмотрении спереди.
|  |  |  |  |  |  |  |  |  |

## История

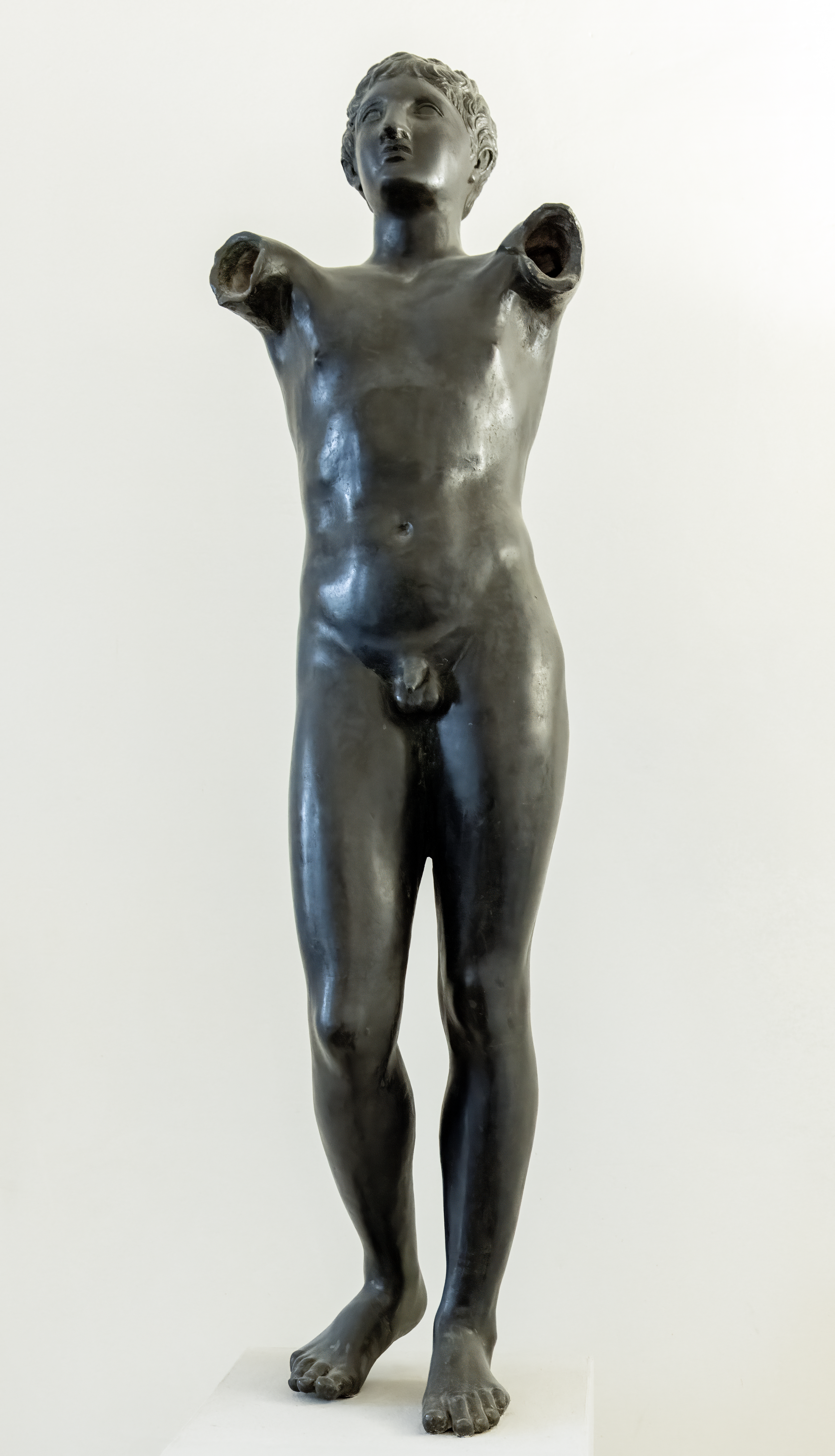
Венецианская реплика

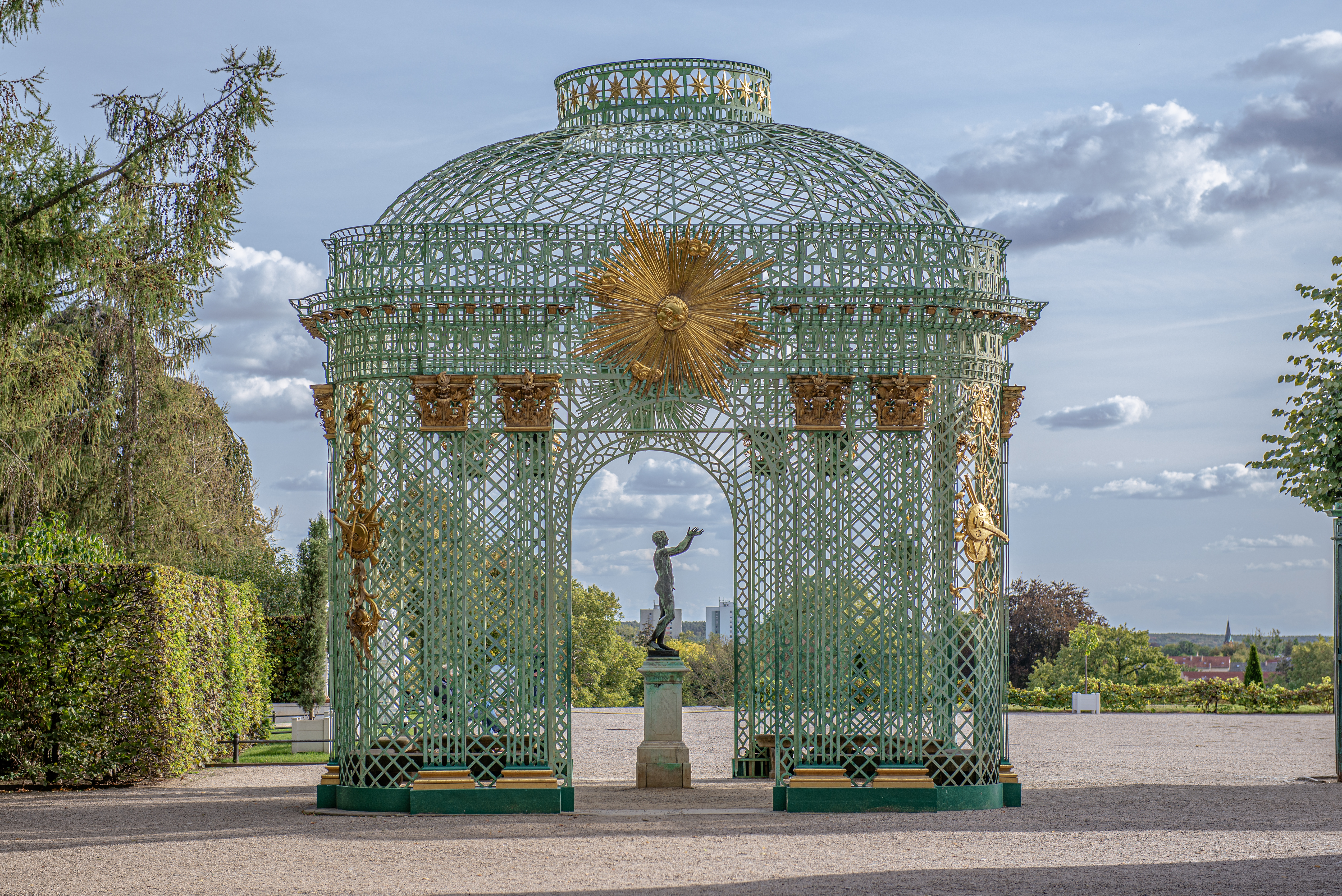
Беседка между дворцом Сан-Суси и могилой Фридриха Великого

Ротонда Старого музея. После 1830 г.. Конрад, Карл Эмануэль

Данная статуя была создана неизвестным древнегреческим скульптором на рубеже IV и III веков до н. э. Древнеримский мыслитель Плиний Старший в своей работе  «Естественная история» писал о том, что ученик Лисиппа Бойдас (Boidas) создал бронзовую статую молящегося мальчика. Однако убедительных данных за то, что это была рассматриваемая скульптура нет. Исследователи также предполагают возможное авторство последователя Лисиппа Тейсикрата (Teisikrates).
Статую нашли на острове Родос в Греции в конце XV или начале XVI века при строительстве городских стен. В 1503 году она уже находилась в Венеции, где привлекла к себе большое внимание, поскольку столь хорошо сохранившиеся бронзовые античные скульптуры были чрезвычайной редкостью. В XVI веке с неё была сделана бронзовая копия, ныне хранимая в Национальном археологическом музее Венеции. В 1586 году как часть коллекции патриарха Аквилеи Джованни Гримани скульптуру подарили Венецианской республике. В 1588 году её она попала в коллекцию графа Марио Бевилаквы и помещена в палаццо Бевилаква в Вероне. В 1604 году статуей завладел герцог Винченцо I Гонзага, который перевёз её в палаццо Дукале в Мантуе. В 1628 году скульптура вернулась в Венецию. В 1631 году статуя перешла к королю Англии Карлу I, который вывез её в Лондон и поместил в Уайтхолльском дворце. Оттуда в середине XVII века она попала во владение суперинтенданта финансов Франции Николя Фуке и демонстрировалась в резиденции Во-ле-Виконт. Вероятно, в это время статуя подверглась реставрации, в ходе которой ей были добавлены утраченные руки, а также очищена поверхность. После смерти Фуке в 1680 году скульптуру перевезли в Париж. В 1717 году статуя была продана за 18 тысяч франков принцу Кариньяно Евгению Савойскому и размещена в Вене в резиденции Бельведер. После его смерти в 1736 году статуя перешла к принцу Венцелю Лихтенштейну и переехала в его дворец.

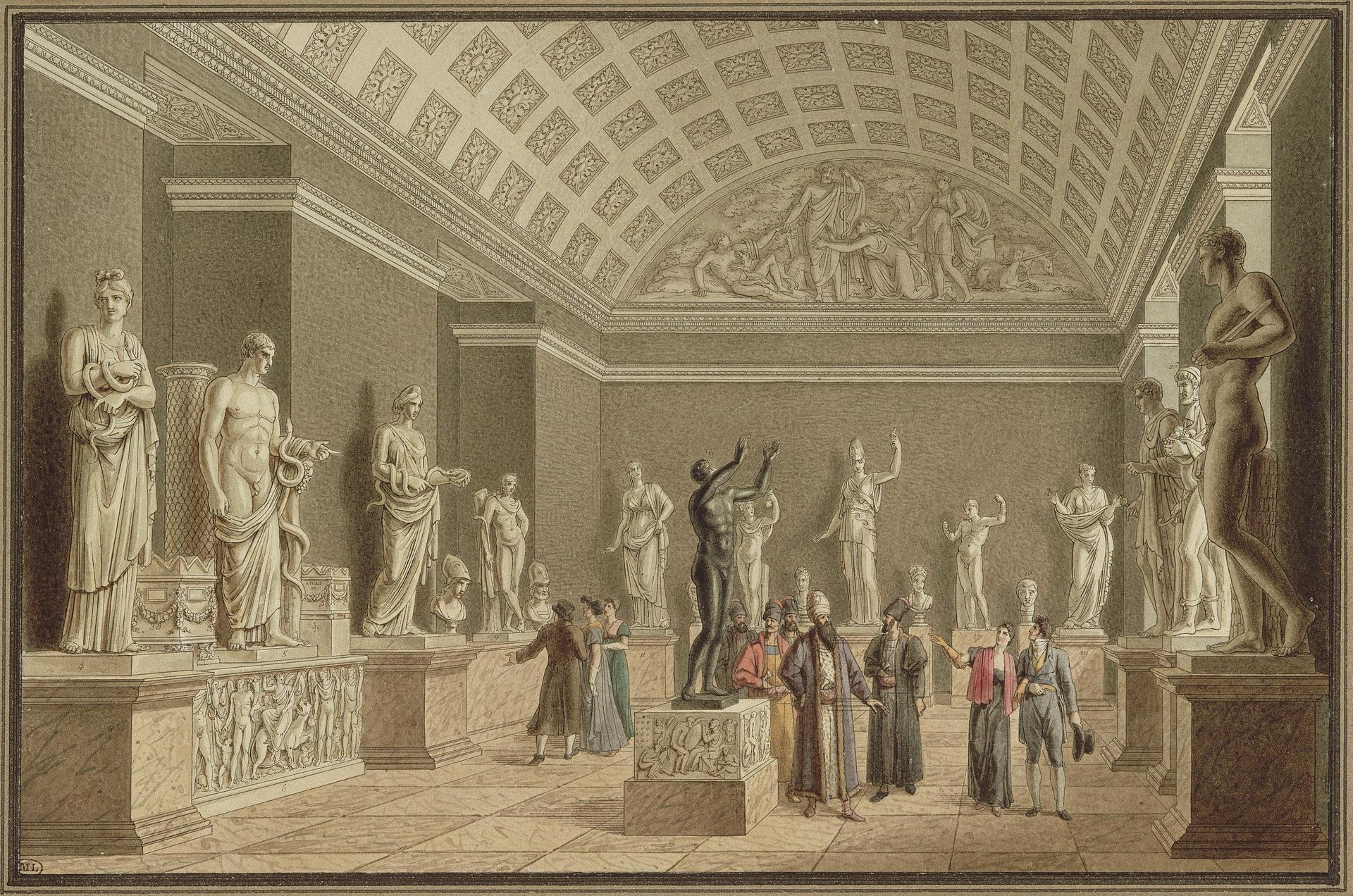
Зал Дианы в Лувре. 1807 г. Бенджамин Зикс

В 1747 году король Пруссии Фридрих Великий приобрёл скульптуру «Антиноя» за пять тысяч талеров. Статую разместили в решётчатом павильоне у восточного крыла дворца Сан-Суси, чтобы Фридрих Великий мог её наблюдать из своей библиотеки. Статуя много значила для прусского короля, поскольку считалась изображением Антиноя, возлюбленного римского императора Адриана. Такой образ был близок Фридриху Великому, так как он сам был гомосексуалом. Возможно, скульптура напоминала ему о друге детства и предполагаемом любовнике Гансе Германе фон Катте, казнённом после неудачной попытки совместного побега. В 1786 году согласно завещанию Фридрих Великий был похоронен рядом с павильоном.
Позднее скульптура была перемещена в Королевский дворец в Берлине. В 1807 году после победы Наполеона над Пруссией статую вывезли в Париж и выставили в императорском музее. В 1815 году после Венского конгресса скульптуру вернулась обратно. В 1830 году её передали в недавно открывшийся Старый музей Берлина, где она стала одним из самых известных экспонатов и символом коллекции.
После поражения Германии во Второй мировой войны в 1945 году скульптура была вывезена в СССР и размещена в Петергофе. В 1958 году она была возвращена в ГДР и вновь заняла место в Старом музее.

## Идентификация
В XVI веке статую идентифицировали как Аполлона или Меркурия. Изящность скульптуры также трактовалась как указание на возможное изображение Ганимеда, юноши, в которого влюбился Зевс и которого бог похитил на небо в облике орла. В XVIII веке статуя считалась изображением Антиноя — фаворита и возлюбленного римского императора Адриана. В XIX веке гомоэротическая интерпретация была вытеснена идентификацией скульптуры как «молящегося мальчика».
Современный анализ копии скульптуры XVI века позволяет говорить о том, что изначально оригинал имел иную композицию рук. Это заставляет критически отнестись к трактовке статуи как молящейся. Вероятно правая рука была свободно вытянута вперёд тыльной стороной вверх. Некоторые исследователи предполагают, что скульптура могла изображать слугу, берущего поводья лошади. Более популярно мнение, что поликлетическая стойка, сильное тело, короткие волосы и нагота свидетельствуют в пользу идентификации статуи как атлета, молящегося перед спортивным состязанием или возносящего благодарность богам за победу. Некоторые исследователи указывают, что он мог держать в руках победную повязку на голову или что-то иное. Другие искусствоведы предполагают изображение «борца», «игрока в мяч», «прыгуна в длину». Однако такие версии также подвергаются критике. Современные исследователи склоняются к трактовке скульптуры как изображения спортсмена-победителя, левая рука которого вскинута вверх в ликующем жесте, а права — в расслабленном знаке благодарности.
В XIX веке также появилась интерпретация скульптуры как Солнцепоклонника.

## Влияние
Скульптура «Молящегося мальчика» в силу своего негероического, изящного образа не получила признания в Европе как «классическое» произведение античности. Однако уже в XVIII веке со статуи начали создаваться многочисленные гипсовые слепки и реплики различных размеров. Они становились частью собраний произведений искусства различных государственных и частных коллекций, учебным материалом для художественных школ, украшением интерьеров и парков, а также надгробными памятниками (особенно в первой трети XX века). Так, например, гипсовые копии статуи хранятся в Музее Российской академии художеств и в Лувре.
В 1824 году скульптор Кристиан Даниэль Раух создал копию статуи, которая в 1826—1827 годах была размещена в парке Кляйн-Глинике в Потсдаме. В 1934 году принц Фридрих Леопольд забрал её в свою швейцарскую резиденцию. В 1982 году статуя была выкуплена обратно и вновь установлена в дворцовом парке.
В 1850-х годах цинковая копия Морица Гейсса была приобретена королевой Великобритании Викторией для дворца Осборн-хаус. В это же время аналогичная скульптура украсила резиденцию принца Фридриха Нидерландского в Вассенаре. В 1836 году копия, сделанная Жераром-Жаном Галлем по заказу короля Швеции, была установлена у юго-восточного угла дворца Русендаль. Реплика 1844 года была привезена в Петергоф императрицей Александрой Фёдоровной (женой Николая I). «Молящийся мальчик» напоминал ей о родине. Однако во время Второй мировой войны статуя была уничтожена. В 2005 году музею была подарена новая реплика. Она размещена на фасаде Царицына павильона.

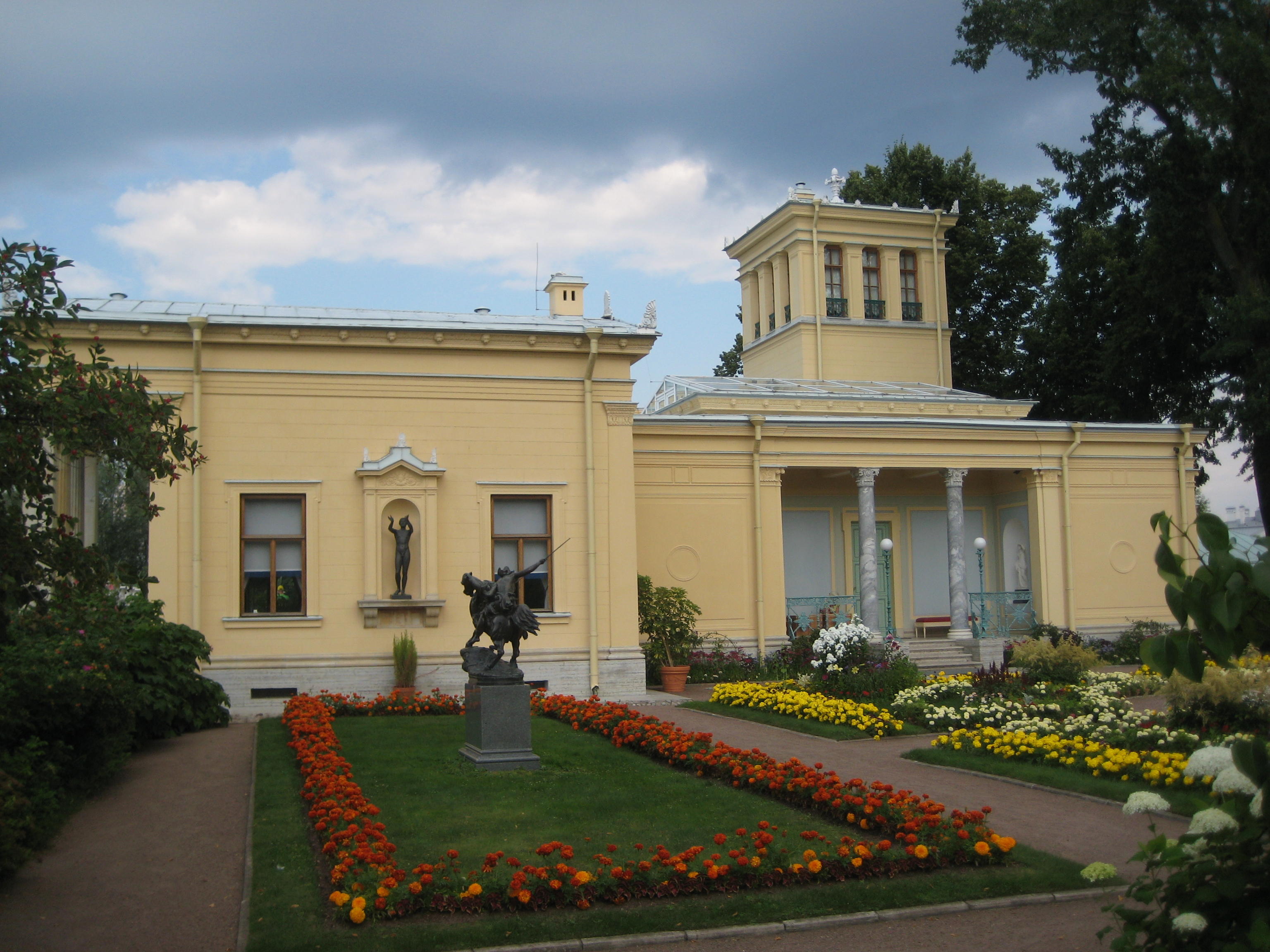
Царицын павильон. Петергоф
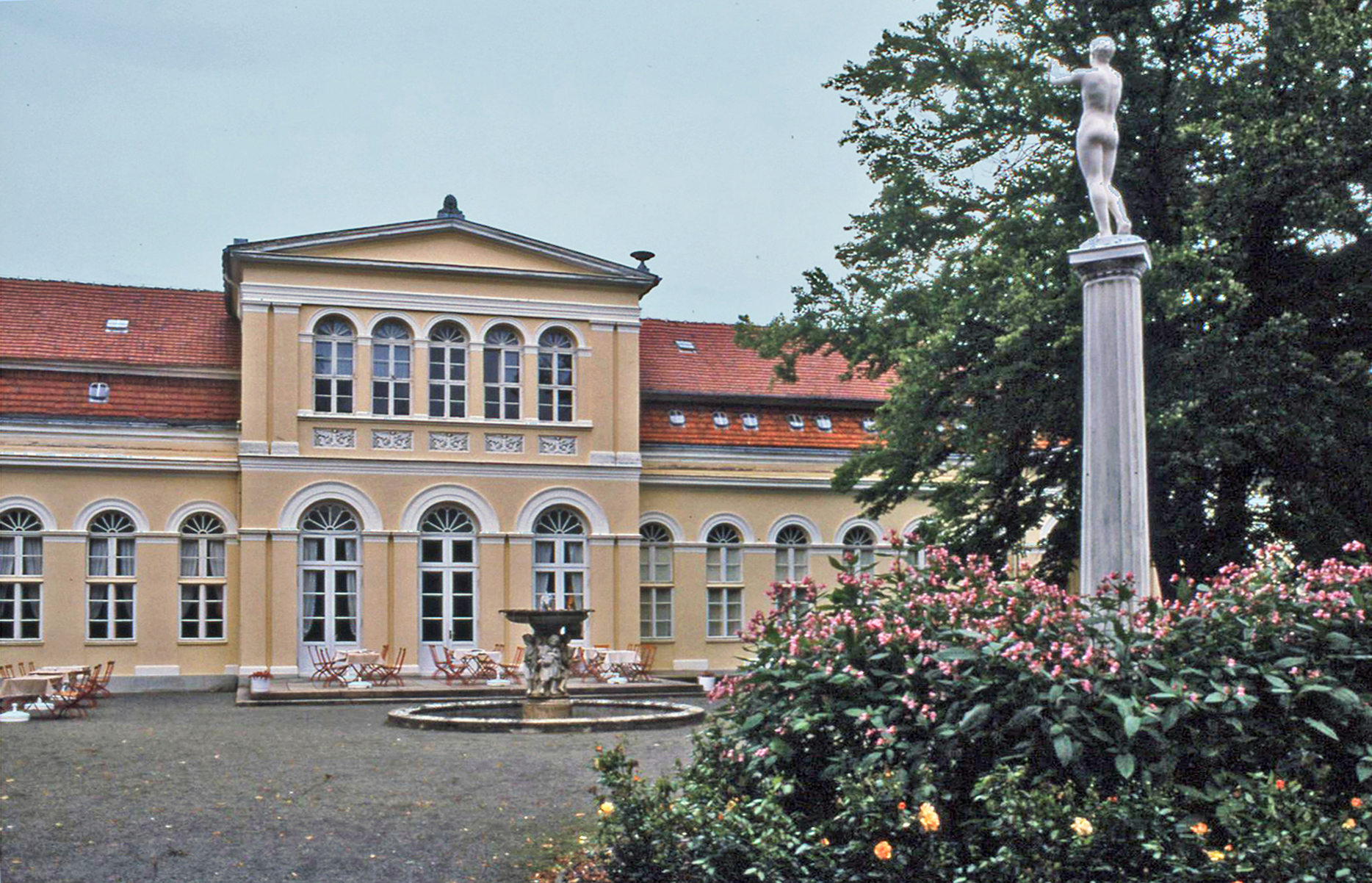
В дворцовом парке Нойштрелица
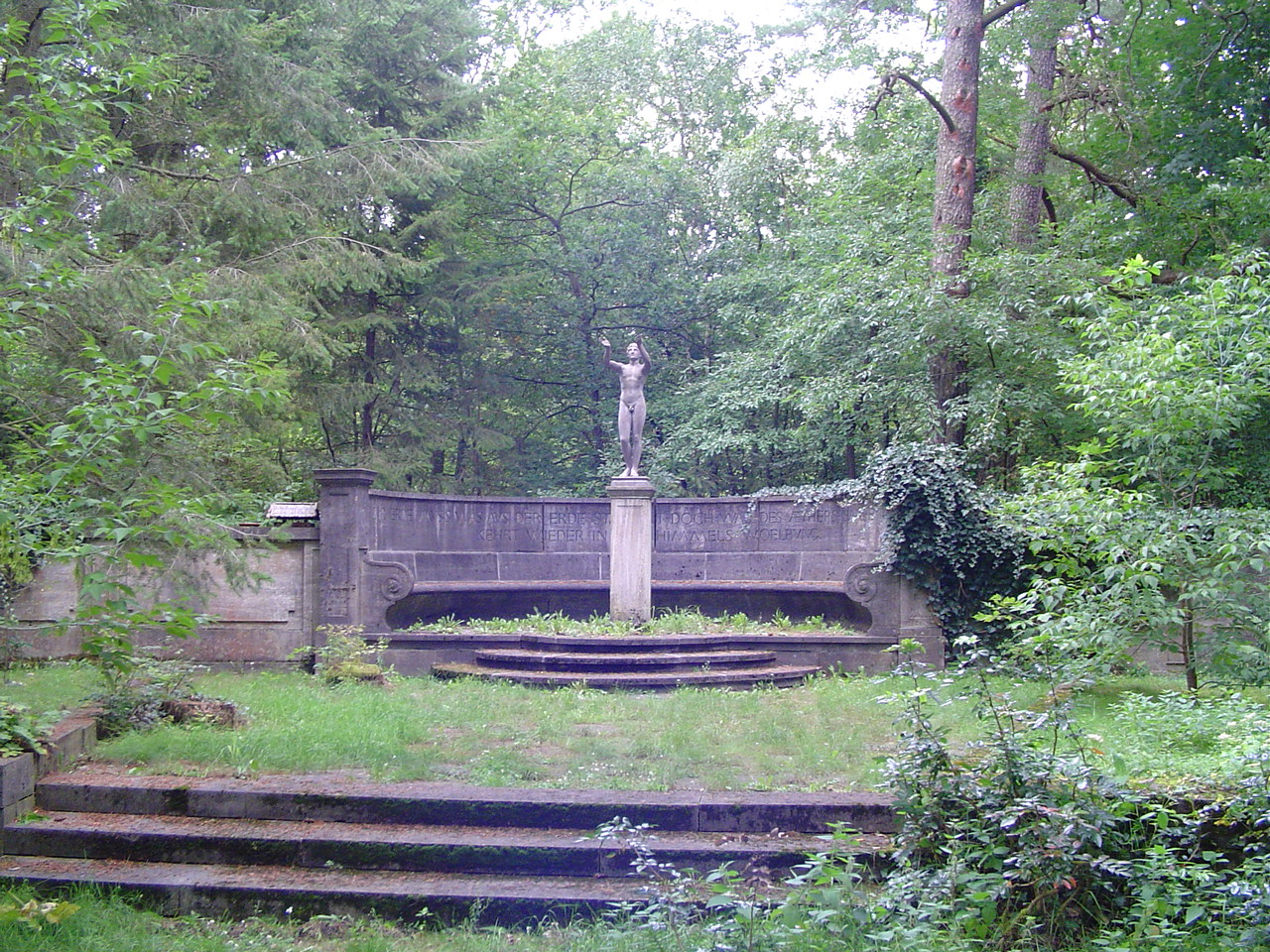
Надгробный памятник на кладбище Штансдорфа
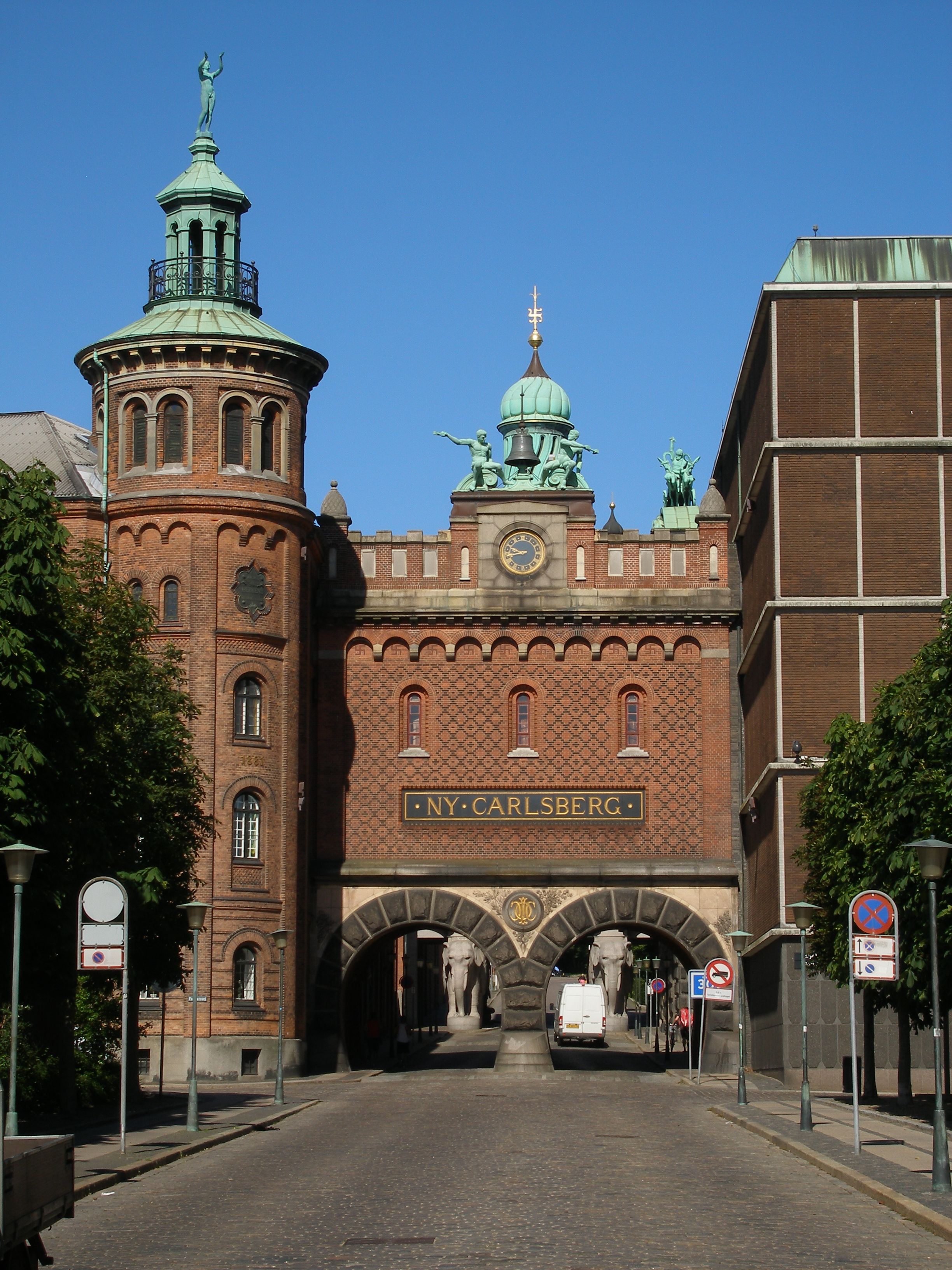
На крыше Дипилона[англ.], Копенгаген

По мотивам «Молящегося мальчика» шведский скульптор Карл Миллес создал скульптуру «Солнцепоклонника», установленную в центре Стокгольма и ряде других мест. Некоторые исследователи отмечают в ней гомоэротические мотивы.